# Ульянов, Дамбо-Даши
Дамбо-Даши Ульянов (1844—1913) — лама Войска Донского, врач тибетской медицины, переводчик и писатель.

## Биография

### Ранние годы и образование
Дамбо-Даши родился в 1844 году в Калмыцком кочевье Войска Донского в 4-й сотне Верхнего улуса (ст. Эркетинская) в семье казака-калмыка Ульяна Манджикова. В 13 лет поступил в духовное училище при Эркетинском хуруле, где, помимо письма «тодо бичиг» и обязательных наук, изучал тибетский язык до 34 лет. В 1878 году прибыл во Внешнюю Монголию, в Ургу, где два года посещал высшее училище по тибетской медицине, затем возвратился на родину. В 1882 году вернулся в Ургу и, прожив там четыре года, полностью окончил своё медицинское образование.

### Медицинская деятельность
После возвращения в Россию Дамбо-Даши стал штатным гелюном Потаповской станицы области Войска Донского. Там он незаконно лечил холерных больных, за что был судим, но оправдан по принятии в рассмотрение успешности своего лечения и показаний пациентов.
В 1901 году Дамбо-Даши опубликовал на русском языке подстрочный перевод I тома «Жуд-Ши» — «Тантру основ», на два года предварив полный перевод-переложение П. А. Бадмаева; в 1903 году — выборочный «Перевод из тибетских медицинских сочинений „Дже-ду-нин-нор“ (гл. 91) и „Хлан-таб“ (гл. 30) Лечение чумы, холеры и проказы».

### Участие в российско-тибетских контактах
1904 года в ходе подготовки тибетской экспедиции П. К. Козлова по заданию Главного штаба Российской империи в Тибет была отправлена группа паломников калмыков, в числе которых был подъесаул 1-го Донского казачьего полка Н. Уланов, которую возглавил его багша Дамбо-Даши. 14 января с Дамбо-Даши и Улановым встретился в Зимнем дворце Николай II. Пройдя через Центральную Азию, группа достигла Тибета, и 23 июля 1905 года была принята в тибетской столице в Лхасе и дворце Потале.
В апреле 1907 года Дамбо-Даши написал книгу «Предсказание Будды о доме Романовых и краткий очерк моих путешествий в Тибет в 1904—1905 годы», которая была издана в 1913 году, в год открытия в Санкт-Петербурге буддийского дацана «Гунзэчойнэй». В этом сочинении Дамбо-Даши выводил род Романовых от легендарного царя Шамбалы, Сучандры. В столице он прожил до 1910 года, посещая в качестве вольнослушателя курсы военно-медицинской академии и занимаясь вопросами духовности, в том числе строительства новых калмыцких хурулов.